# William Stern
William Luis Stern (29. dubna 1871 – 27. března 1938) byl americký psycholog a filozof německého původu, profesor psychologie. Založil diferenciální psychologii, zabýval se dětskou psychologií, byl spoluzakladatelem personalistické psychologie a je autorem myšlenky inteligenčního kvocientu (který definoval jako podíl mentálního věku a věku chronologického, oproti v současnosti častěji používanému konceptu deviačního IQ).
Během svého života publikoval několik testů inteligence a podílel se na testech army alfa a army beta, používaných pro výběr důstojníků během první světové války. Šlo o první masové nasazení inteligenčních testů – první byl pro gramotné, druhý pro negramotné adepty.
Jeho syn Günther Anders se stal známým filozofem.

## Život
Narodil se v Berlíně v rodině židovského původu. Jeho děd Sigismund Stern (1812-1867) byl filozof, Sternův synovec Walter Benjamin byl filozofem též.
Stern vystudoval psychologii na Berlínské univerzitě (nastoupil v roce 1888) pod dohledem Hermanna Ebbinghause a v roce 1893 získal titul Ph.D. Mezi roky 1897 a 1916 přednášel na Vratislavské univerzitě. V této době spolu se svým přítelem Otto Lipmannem (1880-1933) založil institut aplikované psychologie, který Lipmann provozoval do roku 1930, kdy jej musel uzavřít z finančních důvodů.
Od roku 1916 zastával pozici profesora psychologie na univerzitě v Hamburku, kde v roce 1923 spojil síly s Gordonem Allportem, než byl v roce 1933 nucen prchnout do Nizozemska před nacistickým režimem. Později přesídlil do USA, kde se stal profesorem na Dukeově univerzitě až do roku 1938, kdy zemřel na infarkt.